# Johann Schop

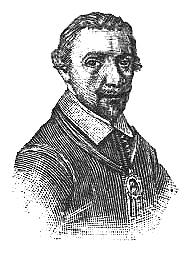
Johann Schop

Johann Schop (* um 1590 in Hamburg; † Sommer 1667 ebenda) war ein deutscher Musiker und Komponist.

## Leben
Schop wurde vermutlich um 1590 in Hamburg geboren. 1614 wurde er Musiker auf Probe an der Wolfenbütteler Hofkapelle, wo er Violine, Laute, Trompete und Zink spielte, 1615 erhielt er eine Festanstellung. Dennoch ging er 1615 nach Kopenhagen und musizierte am königlichen Hofe Christians IV., von wo er jedoch 1619 aufgrund der sich ausbreitenden Pest floh. Zunächst ging er nach Iburg, wo er am Hof des Osnabrücker Bischofs Philipp Sigismund von Braunschweig-Wolfenbüttel tätig war. In Hamburg wurde er zunächst Mitglied der Ratsmusik, 1621 schließlich deren Direktor und städtischer Kapellmeister. Später war er als Organist an der Jacobikirche tätig.
Zur Hochzeit Christians, des Kronprinzen von Dänemark und Norwegen, reiste er 1634 zusammen mit Heinrich Schütz wiederum nach Kopenhagen. Der Versuch des Königs, Schop dauerhaft nach Kopenhagen zurückzuholen, scheiterte. Schop starb im Sommer 1667 in Hamburg.
Schop hatte zwei Söhne, Johann (* am 5. Oktober 1626 in Hamburg; † nach 1670) und Albert (*  6. Juli 1632; nach 1667), die ebenfalls Musiker wurden.
Johann Schop war einer der ersten bekannten deutschen Geigenvirtuosen. Seine Popularität strahlte auch über die Stadtgrenzen Hamburgs hinaus. Im Hamburger Stadtteil Eimsbüttel wurde eine Straße nach ihm benannt.

## Werke
Neben Instrumentalstücken sind von Schop auch Motetten und andere Werke erhalten. Viele seiner geistlichen und weltlichen Lieder komponierte er zu Texten seiner Hamburger Freunde Johann Rist, Jacob Schwieger und Philipp von Zesen. Im Evangelischen Gesangbuch (EG) sind noch vier seiner Melodien enthalten, darunter EG 325 Sollt ich meinem Gott nicht singen?
Von seinen Choralmelodien ist Werde munter, mein Gemüte von 1641 am bekanntesten. Sie wurde von Johann Sebastian Bach in seiner Kantate Herz und Mund und Tat und Leben, BWV 147 verwendet (Wohl mir, dass ich Jesum habe – Jesus bleibet meine Freude).
- Erster Theil newer Paduanen, Galliarden, Allemanden, Balletten, Couranten, Canzon […] à 3–6, B.c. Hamburg 1633.
- Zweiter Theil newer Paduanen, Galliarden, Allemanden, Balletten, Couranten, Canzon […] à 3–6, B.c. Hamburg 1635.
- Musikalische Freudenstücklein auf Herrn Joachim Beckendorffs […] hochzeitlichen Ehrentag. Hamburg 1640.
- Johann Risten Himlische Lieder. 5 Tle. Lüneburg 1641–42 (50 geistliche Lieder).
- Des Daphnis aus Cimbrien Galathee. (40 weltliche Lieder v. Schop u. a.).
- Erster Theil geistlicher Concerten. Hamburg 1644.
- Frommer und gottseliger Christen … Haußmusik. Lüneburg 1654 (70 geistl. Lieder v. Schop u. a.).
- Liebes-Grillen, das ist Lust- und Liebes-, Schertz- und Ehren-Lieder. 2 Tle. Hamburg 1654–56 (100 weltl. Lieder v. Schop u. a.).
- Des Flüchtigen flüchtige Feld-Rosen. Hamburg 1655 (weltl. Lieder).
- Salomons, des Ebreischen Königes, Geistliche Wohl-Lust. Amsterdam 1657 (23 geistl. Lieder v. Schop u. a.).

Daneben sind weitere Instrumentalwerke überliefert.